# محطة الرمل
محطة الرمل هي منطقة سكنية تابعة لشياخة المسلة بحي وسط بمدينة الإسكندرية في مصر، يوجد بها أشهر وأقدم معالم الإسكندرية وهو محطة ترام الرمل، كما تضم أحد أهم ميادين الإسكندرية هو ميدان سعد زغلول، وتنتشر بالمنطقة العمارات الضخمة المبنية على الطراز المعماري الفلورنسي.
سُميت بهذا الاسم لأنها كانت منطقة شاطئية رملية على ساحل البحر الأبيض المتوسط، وكان وراء الكثبان الرملية قرية صغيرة تسمى "الرملة" يقطنها عدد قليل من السكان، وكانت الحكومة تعتبر هذه المنطقة من المناطق العسكرية التى لا يمكن لغير أهلها التجول فيها، حتى صرح محمد سعيد باشا والى مصر سنة 1858 بتركيب وابور مياه رئيسي لتنقيه المياه ودخولها إلى المنازل، الأمر الذي أدى إلى تعميرها بالتدريج وتحولت إلى جزء من مدينة الإسكندرية.
التاريخ والأهمية
بعد أفتتاح محطّة القطار التّي تربط قرية الرّملة بالمناطق الأخرى، بدأت تظهر العديد من المحلات التّجارية حولها، لتلبية احتياجات المسافرين مثل بيع الجرائد والكتب. ومع مرور الوقت، تطّورت المنطقة بشكل ملحوظ وزاد عدد السكّان، ممّا أدّى إلى نهضة عمرانية واضحة، أبرزها المباني المصمّمة على الطراز الفلورنسي. 
وتضم محطّة الرمل ميدانًا يعرف بأسم “ميدان محطّة الرمل"، ويعتبر من أهمّ معالم المنطقة. يتميّز الميدان بساحته التي يتوسطها ترام الإسكندرية المركزي، والذي يعكس الطابع الإيطالي المرتبط بالجالية الإيطاليّة التي كانت تسكن المنطقة قديماً. 
وقد صمّم الميدان المهندس الإيطاليّ الشّهير أنطونيو لاشياك عام 1887، ليمنح المكان طابعًا معماريًا يجمع بين الأصالة والحداثة، مما جعل محطّة الرمل واحدة من أبرز معالم مدينة الإسكندرية. 
أهم الأماكن
- سوق العطّارين: يُعتبر سوق العطارين من أقدم الأسواق التجارية في الإسكندرية، وقد اشتهر قديمًا ببيع التوابل وأجود أنواع العطارة. ومع مرور الزمن، تحوّل السّوق إلى مركز لبيع التحف القديمة والأنتيكات والأثاث الكلاسيكي، بالإضافة إلى اللوحات الفنية. ويضمّ السوق أيضًا مجموعة من المطاعم الشعبية والمقاهي التي تتميّز بطابعها التراثيّ الخاص.[7]
- شارع سعد زغلول: يُعدّ شارع سعد زغلول واحدًا من شوارع محطّة الرمل، ويتميّز بالحيويّة والنشاط الدائم. تنتشر على جانبيه العديد من المحلّات التّجارية المتنوعة. [7]
- شارع صفية زغلول: من الشوارع القديمة والمعروفة في محطّة الرمل، حيث يتميّز بطرازه المعماري، ويُعتبر من الوجهات السّياحية المهمّة. يضمّ الشّارع العديد من المحلات التجارية المختلفة، إلى جانب عدد من المطاعم والكافيهات. [7]
- جامع القائد إبراهيم بالقرب من كورنيش الإسكندرية، يقع مسجد القائد إبراهيم، وهو من أقدم المساجد في المدينة. يتميّز المسجد بتصميمه المعماري القديم، بالإضافة إلى مئذنته العالية التي تتوسطها ساعة. [7]

مناخ محطة الرمل
تقع محطّة الرمل في مدينة الإسكندرية، ويتميّز مناخها بتراوح درجات الحرارة على مدار العام بين 10 إلى 30 درجة مئوية، ونادرًا ما تتجاوز الحرارة حاجز 32 درجة أو تنخفض عن 7 درجات مئوية. ويكون فصل الشتاء باردًا وعاصفًا مع أجواء صافية أغلب الأيام، بينما يتميز الصّيف بطوله ودفئه وجفافه وصفاء أجوائه. 
- في حال الرغبة في زيارة المنطقة خلال الأوقات الحارة، حيث تتراوح درجات الحرارة بين 24 إلى 32 درجة مئوية، فإن أفضل فترة لذلك تكون من بداية شهر يونيو حتى منتصف شهر أكتوبر .[8]
- أما للراغبين في زيارة المنطقة خلال الأوقات ذات الطقس المعتدل، حيث تتراوح درجات الحرارة بين 18 إلى 27 درجة مئوية، فإن أنسب فترة تكون من نهاية شهر مارس إلى نهاية شهر يونيو، وأيضًا من نهاية شهر سبتمبر إلى نهاية شهر نوفمبر[8]

## أهم المعالم
- محطة ترام الإسكندرية.
- ميدان سعد زغلول.
- فندق سيسل.[9]
- فندق ويندسور.
- متجر عمر أفندي.
- مسجد القائد إبراهيم.
- دور سينما ريو، فريال، مترو، أمير.
- شوارع النبي دانيال، سعد زغلول، وصفية زغلول.
- المستشفى الرئيسي الجامعي.[10]
- حديقة الخالدين.

## معرض الصور

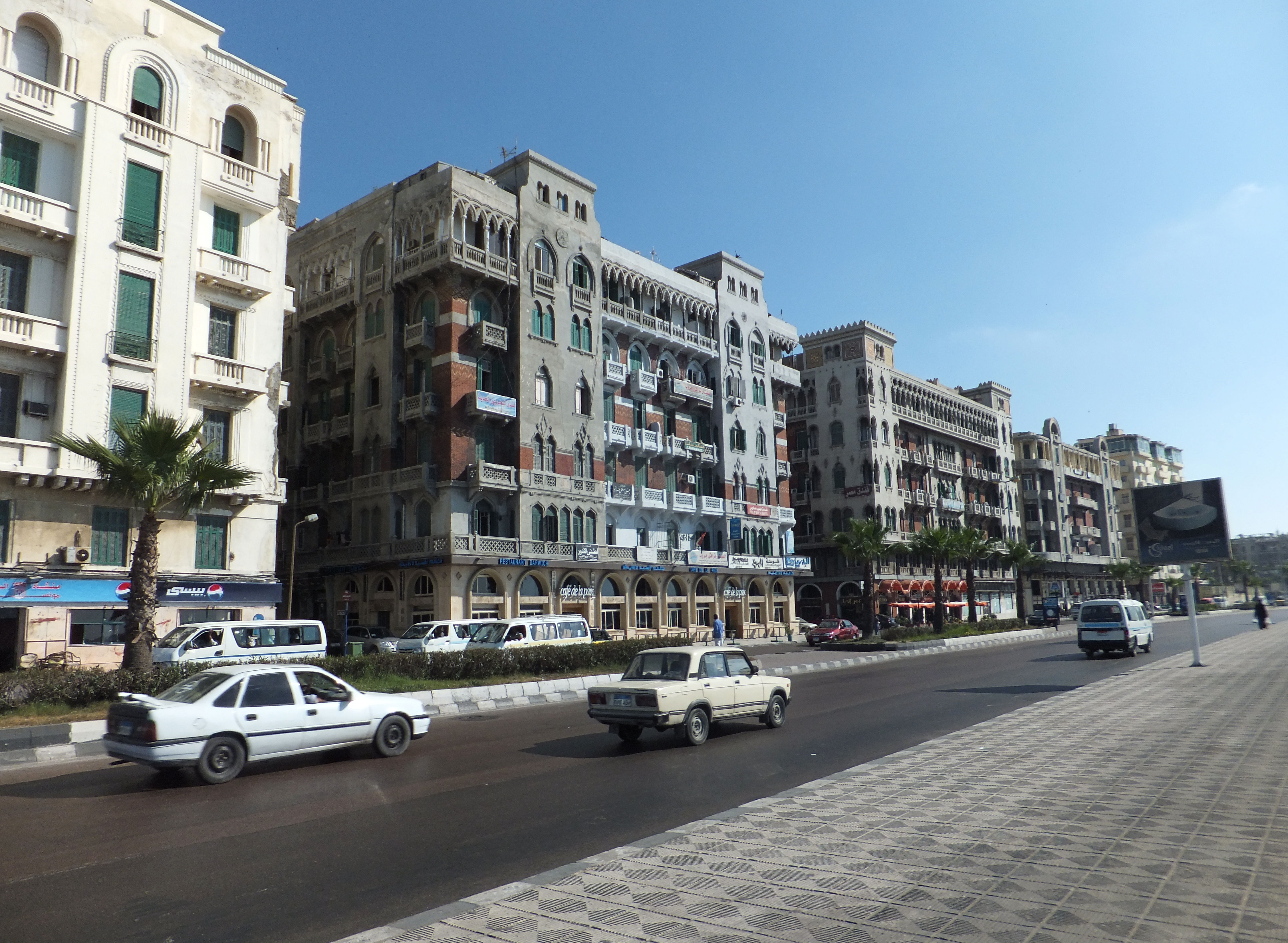
عمارات
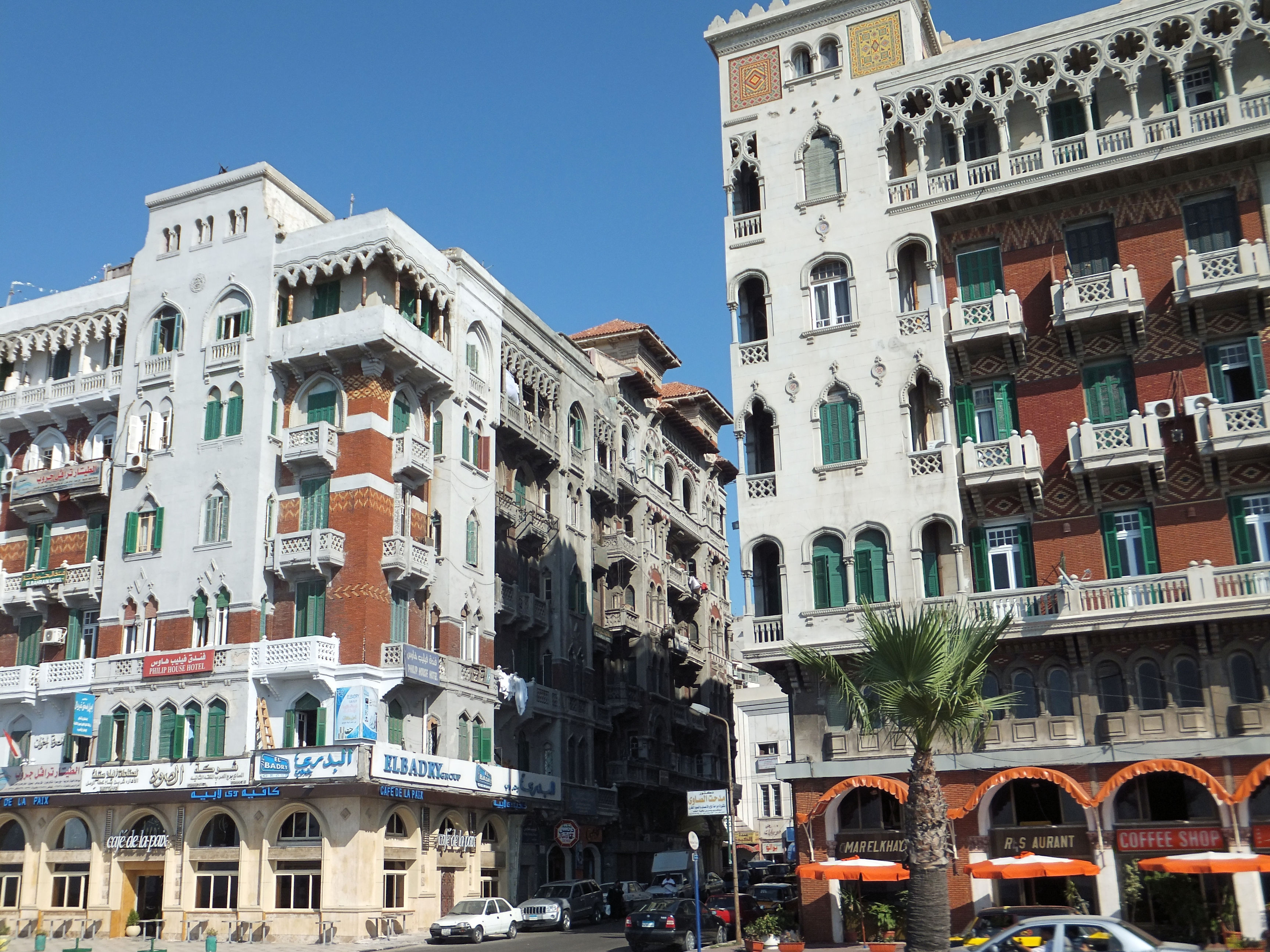
عمارات
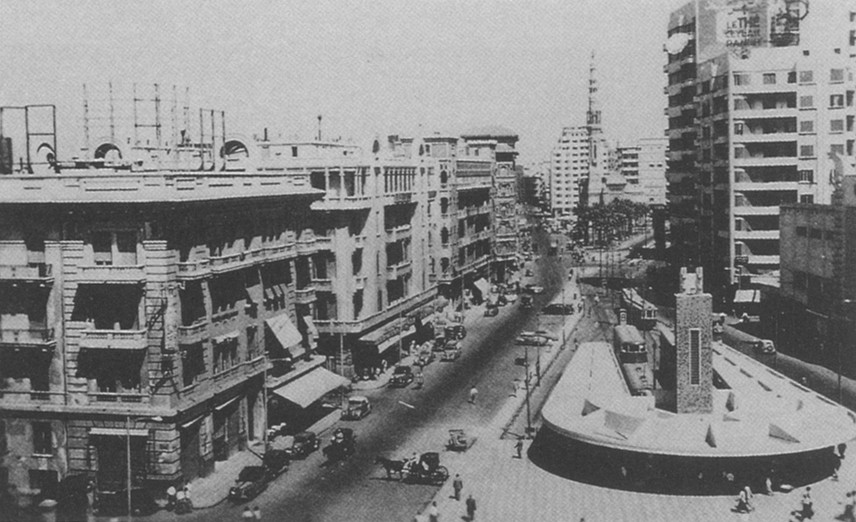
ميدان محطة الرمل العام 1950
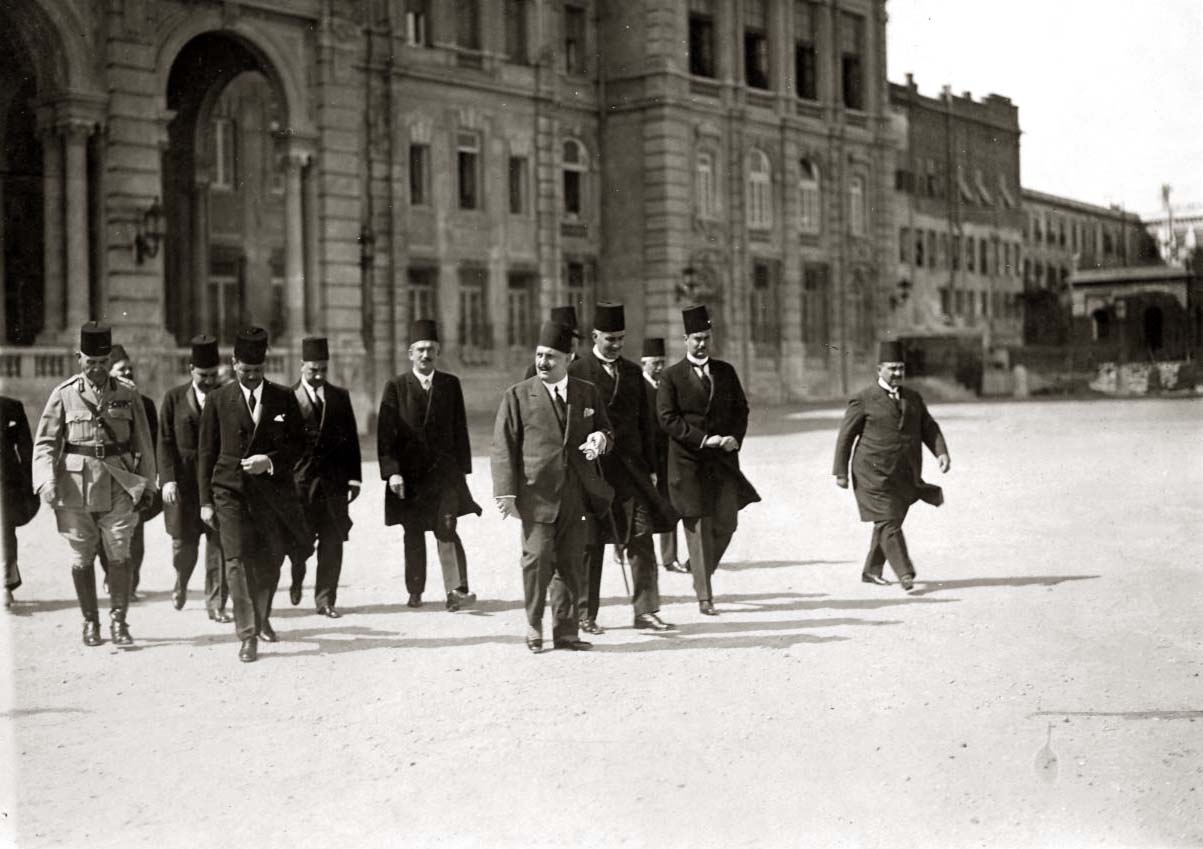
الملك فؤاد وأعضاء الحكومة يخرجون من محطة الرمل
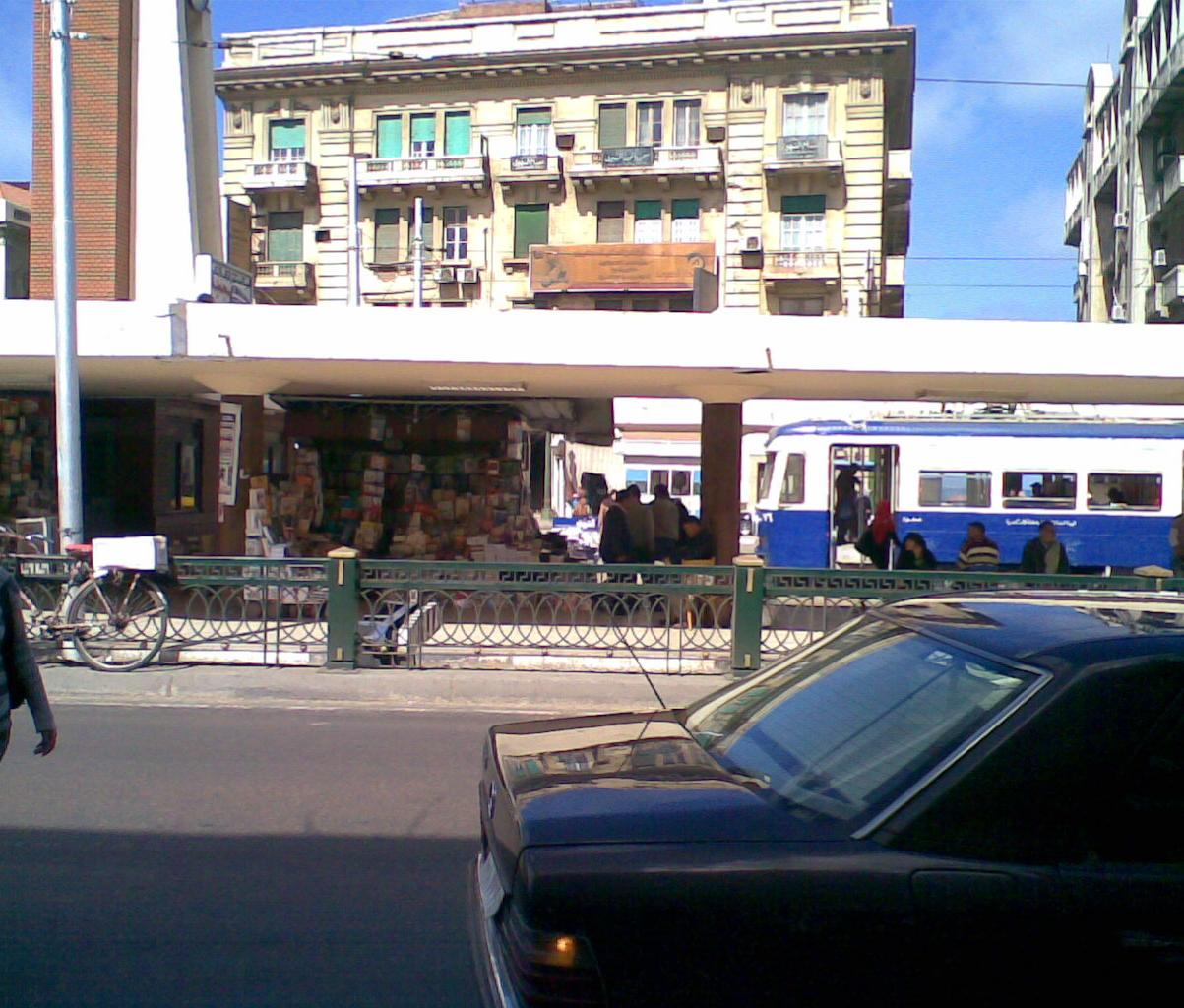
محطة الرمل حالياً
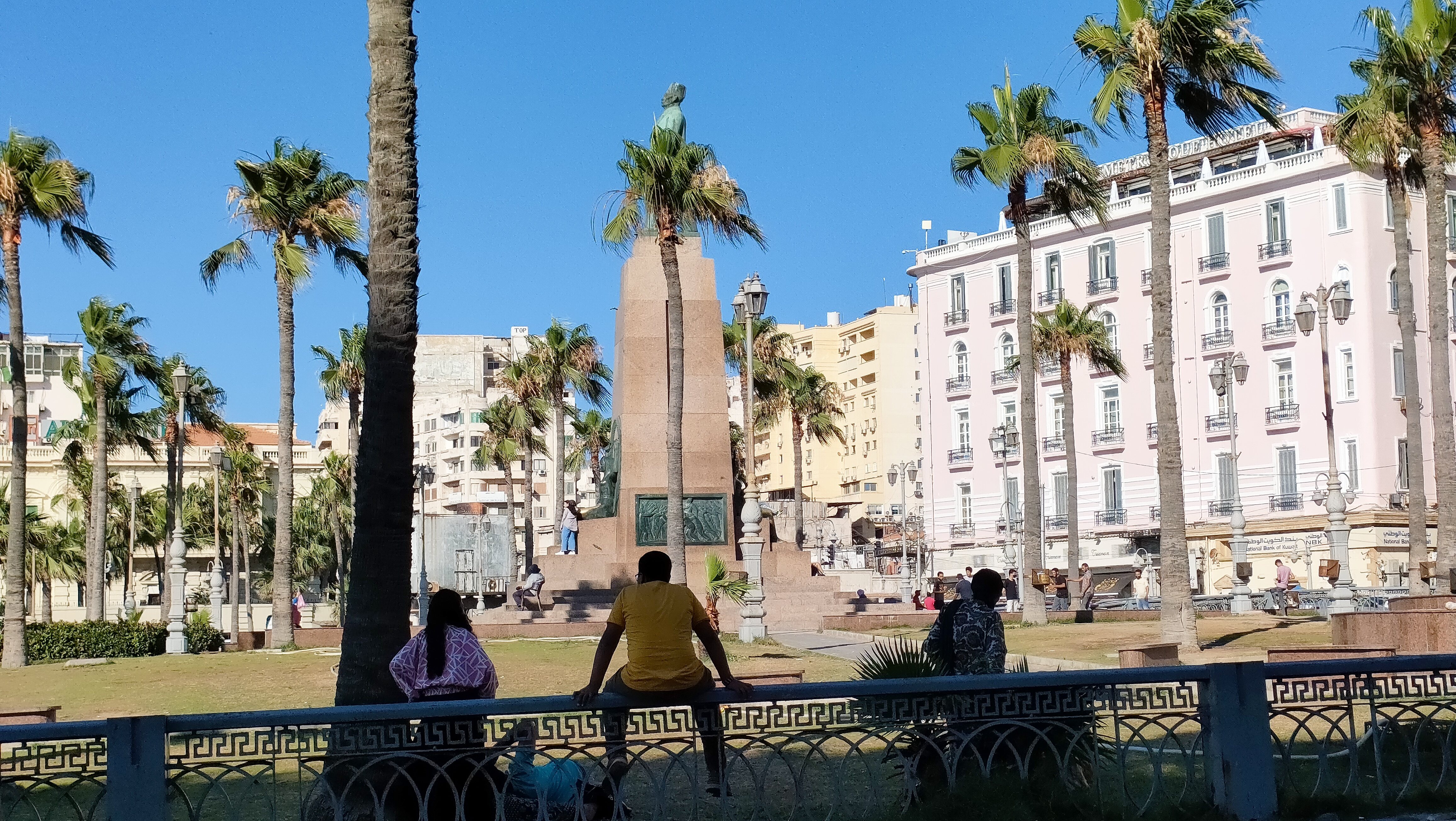
ميدان سعد زغلول
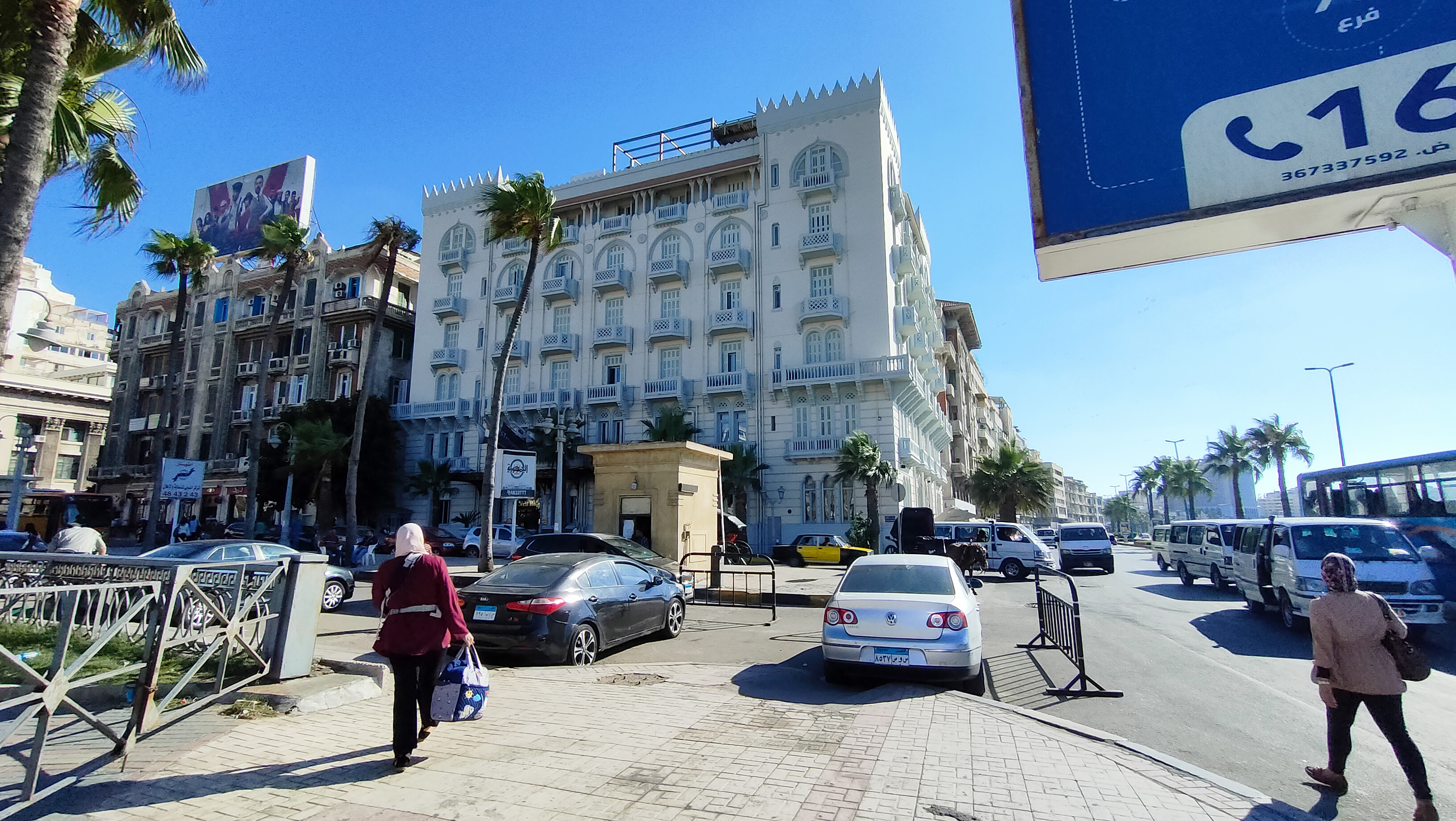
فندق سيسل (الإسكندرية)